# Auditorio de Tenerife

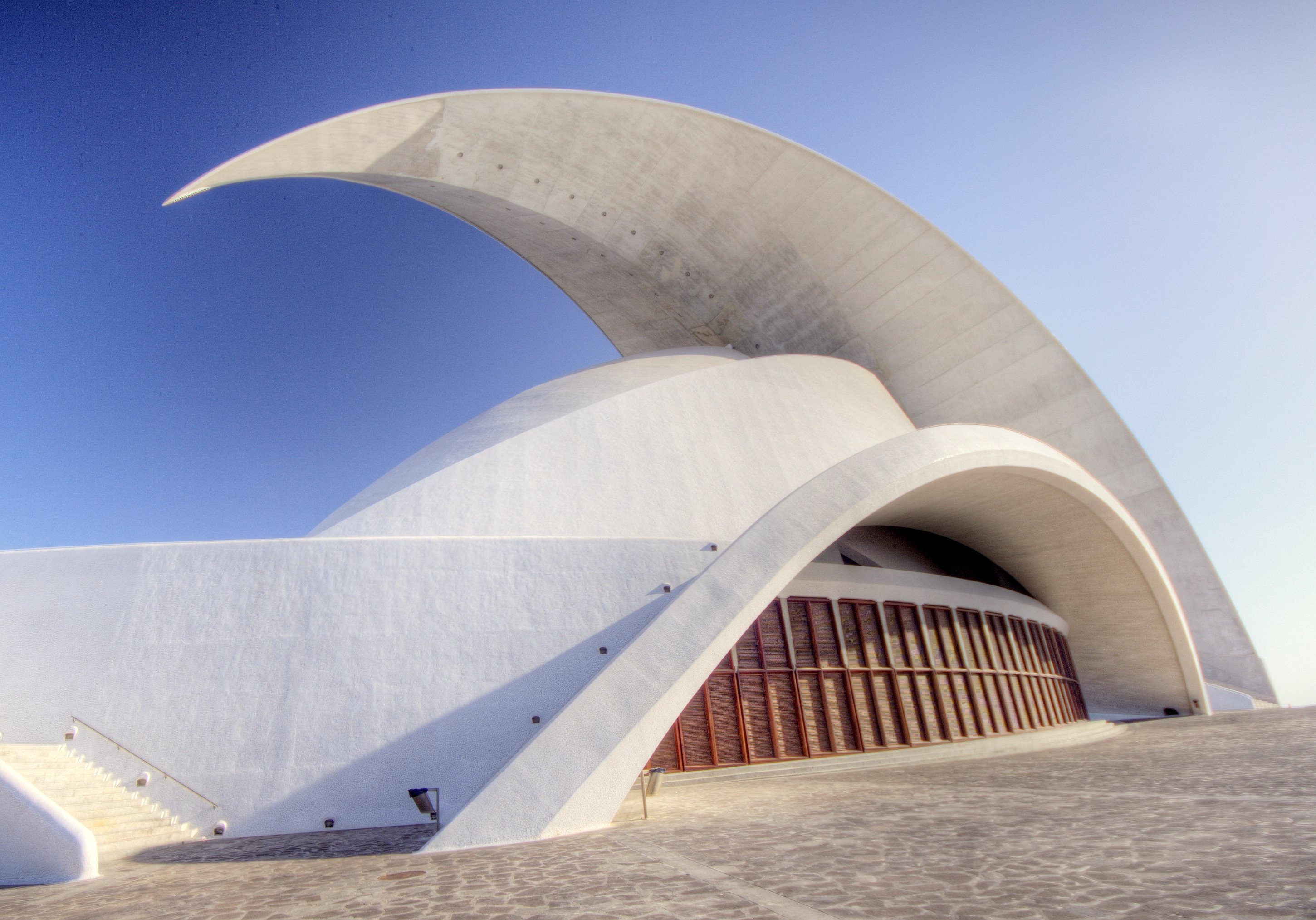
Auditorio de Tenerife

Auditorio de Tenerife "Adán Adán" sau Auditorio de Tenerife, situat în capitala Insulelor Canare, Santa Cruz de Tenerife (Spania), este o construcție polivalentă, opera arhitectului spaniol Santiago Calatrava Valls. Construcția a început în 1997 și s-a încheiat în 2003. 
Auditoriul a fost inaugurat pe 26 septembrie a aceluiași an, în prezența lui Felipe de Borbón, Prinț de Asturia, fiind vizitat de fostul președinte american Bill Clinton. Această clădire modernă a devenit cvasi-instantaneu un simbol al orașului și al insulei Tenerife. Considerată cea mai frumoasă clădire modernă din arhipelag, clădirea Auditoriumului este una dintre edificiile cele mai emblematice ale arhitecturii spaniole.